# Anapandites Kliseis
Anapandites Kliseis – pierwszy solowy singel Eleny Paparizou w jej solowej karierze. Osiągnął wielki sukces w Grecji i na Cyprze. "Anapandites Kliseis" zostało wydane pod koniec 2003 roku i następnie utwór znalazł się na pierwszym solowym albumie Paparizou, czyli w Protereotice wydanej w czerwcu 2004 roku. Piosenka została napisana przez Christosa Dantisa i Vangelisa Konstantinidisa. Singel zdobył w Grecji status złotej płyty.
SMS Remix tego utworu został wydany jako singel promocyjny i był dołączany do znanych czasopism.
Elena Paparizou wykonała nową wersję "Anapandites Kliseis" wraz z Christosem Dantisem dla MAD TV w trakcie MAD Video Music Awards.

## Lista utworów
- Single CD:

1. "Anapantites Kliseis" – 4:09
2. "Treli Kardia" – 3:31
3. "Brosta Ston Kathrefti" – 3:22

- Singel promocyjny: Okładka

1. "Anapandites Kliseis" (SMS Remix) – 6:41

## Osiągnięcia
| Lista               | Organizacja wydająca certyfikat | Najlepsza pozycja | Osiągnięcie |
| ------------------- | ------------------------------- | ----------------- | ----------- |
| Grecka lista singli | IFPI                            | 1 (2 tygodnie)    | złota płyta |

## Wideoklip
W wideoklipie do "Anapandites Kliseis", Paparizou jest w klubie wraz z kilkoma innymi osobami i wszyscy tańczą. Dzwoni do kogoś, ale nikt nie odbiera telefonu.